# KV45
KV45, acrònim de l'anglès King's Valley, és una tomba egípcia de l'anomenada Vall dels Reis, situada a la riba oest del riu Nil, a l'altura de la moderna ciutat de Luxor. la tomba va ser utilitzada per l'enterrament de Userhet, un noble que va viure durant la dinastia XVIII, pel que sembla supervisor del temple d'Amon durant el regnat de Tuthmosis IV. Va ser reutilitzada durant la dinastia XXII.
Està situada a la riba esquerra del uadi principal, tocant a la KV44. Perfectament excavada, consisteix en un passadís i un petit compartiment. No s'ha trobat en ella cap mena de decoració.
Va ser descoberta per Theodore M. Davis que treballava per Howard Carter. Quan es va trobar la tomba, gairebé la meitat estava plena de runa, producte dels esfondraments causats per diferents inundacions. Carter va escriure la impossibilitat de treure les dues mòmies que es veien, només va aconseguir rescatar una part de la màscara d'una d'elles (un home), un escarabeu i fragments dels vasos canopis d'Userhet.